# Kupfer(I)-fluorid
Kupfer(I)-fluorid ist eine instabile chemische Verbindung, ein Fluorid von Kupfer in der Oxidationsstufe +I mit der Summenformel CuF.

## Darstellung
Kupfer(I)-fluorid kann intermediär in chemischen Synthesen als Zwischenprodukt aus Komplexverbindungen durch vorsichtiges Entfernen von flüchtigen Liganden hergestellt werden.
{\displaystyle \mathrm {CuF(PPh_{3})_{3}\cdot 2CH_{3}OH\ {\xrightarrow[{-2\ CH_{3}OH,\ -3\ PPh_{3}}]{118-274^{o}C}}\ \ CuF} }

## Eigenschaften
Kupfer(I)-fluorid entsteht in Schmelzen von elementarem Kupfer und Kupfer(II)-fluorid als rote, durchsichtige Masse und zerfällt beim Abkühlen wieder.
{\displaystyle \mathrm {Cu+CuF_{2}\ \rightleftharpoons \ 2\ CuF} }
In festem Zustand existiert die Verbindung nicht.